# Ла-Пьедад (футбольный клуб)
«Ла-Пьедад» (исп. La Piedad) — бывший профессиональный мексиканский футбольный клуб из муниципалитета Ла-Пьедад, штата Мичоакан. Был основан в 1951 году, большинство своего существования провёл во втором дивизионе страны. После успешного сезона 2012/13 во второй раз заработал повышение в высшую лигу. Однако после этого был продан, а новые владельцы из города Веракрус решили расформировать клуб и использовать его место в высшем эшелоне для своей команды из второго дивизиона — «Тибуронес Рохос де Веракрус».

## История
Клуб был образован в 1951 году путём слияния двух сильнейших команд региональной лиги, El Independencia и El Libertad.  Новая команда получила название «Ла-Пьедад» и стала выступать в третьем дивизионе.  Клуб быстро добился успеха и в последующем году был повышен во второй дивизион, где и продержался в течение многих десятилетий.
После успешного сезона, в 2001 году «Ла-Пьедад» добился повышения в высшую лигу, но был продан, и его место в высшей лиге перешло дочерней команде «Гвадалахары» под названием «Чивас Ла-Пьедад».  Год спустя команда была перемещена в Тепик и вернулась в третий дивизион.  В 2009 году произошло объединение с клубом «Петролерос де Саламанка» с последующим возвращением франшизы в Ла-Пьедад.  Команда стала называться «Ребосерос де Ла-Пьедад» (в переводе с испанского означающего «изготовители головных платков», в честь местной отрасли).
В сезоне Апертура 2012 «Ла-Пьедад» стал чемпионом второго дивизиона, чем заслужил участие в отборочном турнире с клубом «Торос Неса», победителем Клаусуры 2013, за возможность выхода в высшую Лигу МХ.  «Неса» выиграл первый матч, 1:0, в гостях у «Ла-Пьедад».  «Ребосерос» ответили аналогичной победой, 1:0, во втором матче в гостях у «Несы» и выиграли 5:3 в последующей серии послематчевых пенальти, заработав повышение в высшую лигу, начиная с сезона Апертура 2013.

### Расформирование
К разочарованию болельщиков и жителей города, всего несколько дней до этого праздновавших выход своей команды в высшую лигу, на собрании владельцев клубов высшей лиги 20 мая 2013 года, владельцы «Ла-Пьедада» объявили о желании переместить клуб в другой, более крупный, город, так как стадион клуба не соответствовал требованиям высшей лиги. Клуб был продан инвесторам из города Веракрус. Новые владельцы приняли кардинальное решение расформировать клуб «Ла-Пьедад» и использовать его лицензию на место в высшем эшелоне для своей команды второго дивизиона «Тибуронес Рохос де Веракрус».

## Достижения
- Чемпионы второго дивизиона Мексики (2): Лето 2001, Апертура 2012
- Чемпионы третьего дивизиона Мексики (1): 1951/52